# Велики мастурбатор
Велики мастурбатор (1929) слика је Салвадора Далија насликана током ере надреалиста, а тренутно је изложена у Националном музеју Краљица Софија у Мадриду.

## Опис
Слика представља изобличено људско лице које гледа према доле, по узору на природну стенску формацију на обали Cap de Creus у Каталонији. Сличан профил види се у Далијевој најпознатијој слици насликаној две године касније, Упорност сећања. Гола женска фигура (која подсећа на Далијеву тада нову музу, Галу) уздиже се са задње стране главе; што је можда мастурбативна фантазија о којој говори сам назив слике. Женина уста су близу мушких препона, док је мушка фигура приказана само од струка надоле и има приметне посекотине на коленима. Испод централне профилне главе, на устима, налази се скакавац, инсект који је Дали спомињао више пута у својим списима. Рој мрава (популаран мотив који представља сексуалну анксиозност у Далијевом раду) је такође приметан на слици. На самом пејзажу се виде још три фигуре, заједно са јајетом које се обично користи као симбол плодности. Два лика у пејзажу распоређена су тако да бацају дугу сенку, док се трећи лик види како ужурбано корача у даљину ка периферији платна.

## Тумачење
Слика може представљати Далијев оштро сукобљени став према сексуалном односу. Док је Дали био млад, његов отац му је давао књигу са експлицитним фотографијама људи који пате од узнапредовалих неизлечених венеричних болести како би "образовао" дечака. Фотографије гротескно оштећених и оболелих гениталија фасцинирале су и ужаснуле младог Далија, а он је секс због тога повезивао са труљењем и пропадањем у одраслој доби.

## Историја
Дали је чувао слику у својој личној колекцији, која је била изложена у Позоришту и музеју Дали у Фигерасу, остављајући је као заоставштину националној колекцији Шпаније. Након његове смрти, однета је у мадридски музеј.